# 石油化学

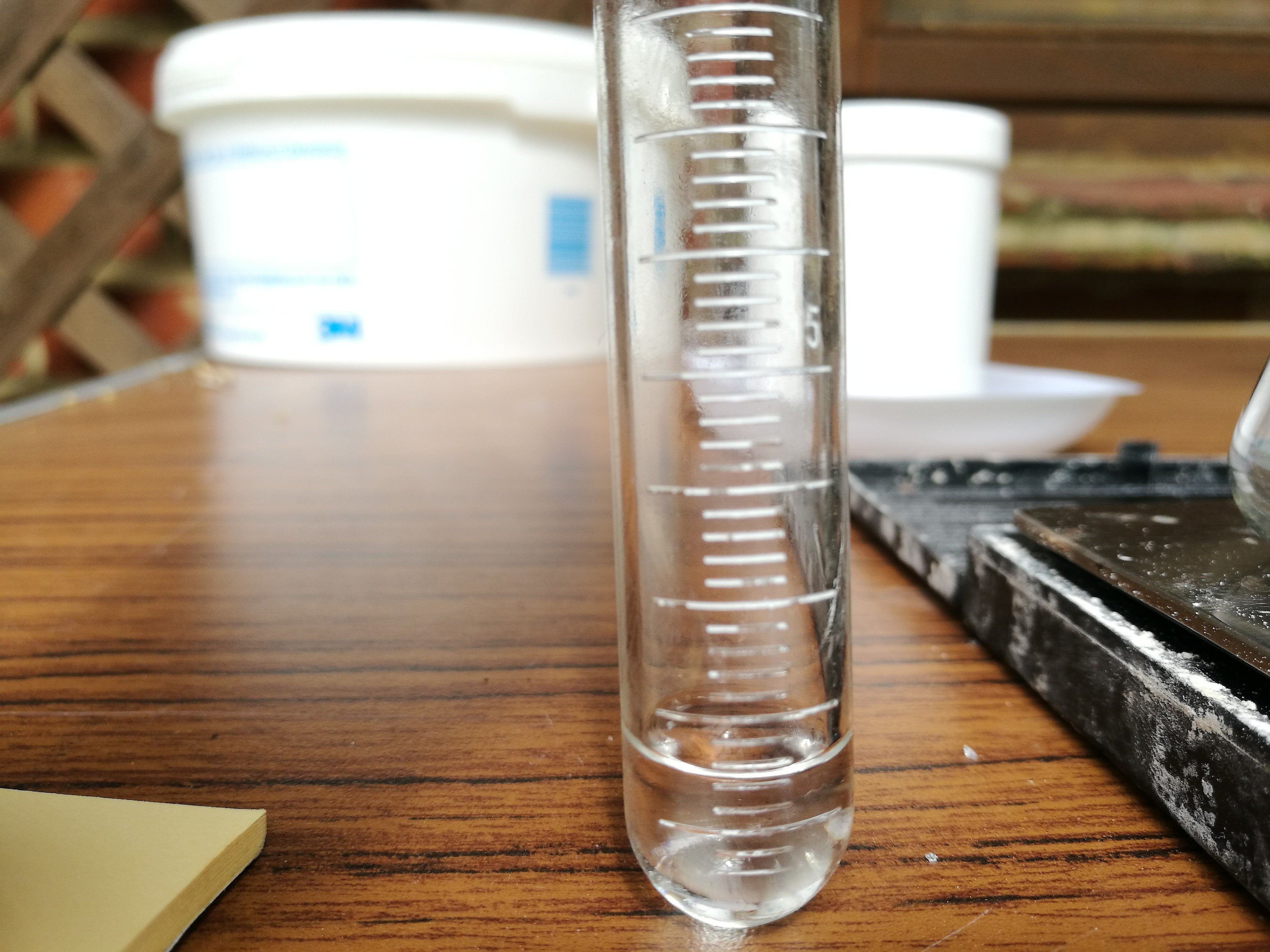
冷却されたEthylene oxide。石油化学における基礎製品

石油化学（せきゆかがく、英語：petrochemistry）または石油化学工業とは、石油、または天然ガスなどを原料として、合成繊維や合成樹脂などを作る化学工業の一分野である。生成物が燃料や潤滑用油など、より上流に位置する石油精製業に属している場合はここには含まない。

## 概要
石油化学は石油から化学製品を作り出す化学であるが、具体的にはナフサを用いる。ナフサは低沸点の石油成分であり、そのものは何種類かの炭化水素の混合物である。そのため必要な化合物を得るために幾つかの工程を必要とする。石油化学で用いられる主要な化合物はエチレン、プロピレン、ブチレンなどのオレフィン系炭化水素とベンゼン、トルエン、キシレンの芳香族炭化水素(いわゆるBTX)である。このうち、芳香族炭化水素はもとから含まれているが、エチレンなどのアルケンは含まれていない。これらの化合物はナフサをクラッキングすることで得る。そして、クラッキングをした後に精留することで、様々な化合物を単離するのである。
単離後はそれぞれの化合物を化学反応することによって必要な化合物を作る。そのうち最も重要なものはエチレンであるので、まずこれについて述べる。エチレンはπ結合を持つ反応性に富んだ化合物で、ポリエチレン、エポキシエタン、エチレングリコール、エタノール、アセトアルデヒド、塩化ビニル、酢酸ビニルなどの原料となる。これらの化合物は高分子の単量体や溶媒などとして用いられる。プロピレンはポリプロピレン、アクリロニトリル、グリセリンなどの材料となる。ブチレンは無水マレイン酸やメチルエチルケトンの原料となる。ベンゼンはフェノールやニトロベンゼンの原料であり、間接的にアジピン酸の材料となる。トルエンはトリニトロトルエンや安息香酸の原料となり、キシレンはテレフタル酸、フタル酸などの原料となる。また、そのものを溶媒として用いることも多い。
石油化学は有機化合物を用いるので有機化学との関係が深いほか、工業的に製品を作る必要があるので触媒化学も重要である。また、多くの工業化学同様化学工学は製品の分離などに不可欠である。

## 歴史
石油が発見されたのは古代であり、メソポタミアやエジプト等で防水のために用いられたり、防腐剤などの材料として使われた例が知られている。また、燃えるという性質は広く知られており、日本でも燃ゆる水として天智天皇に献上されている。しかし、使い勝手が悪かったためか、燃料として用いられることが一般的になったのは18世紀に入ってからである(詳しくは石油の項を参照)。
石油が化学製品の材料として用いられるようになったのはごく最近のことである。1920年にアメリカのスタンダード・オイル社がプロピレンからイソプロパノールの合成に成功したことがその端緒と考えられている。これ以降急速に石油から化学製品が作られるようになった。ポリエチレンや、ナイロンのような合成繊維や合成樹脂だけでなく、酢酸やアルコールのような発酵によって作られていた化合物も石油を材料として作られるようになった。食品・衣料・家具など、現代の生活に身近な化学製品の大半に石油が関与していると言える。
石油が有限の資源であり無限に採取できるものでないことから、将来的な衰退が懸念されている。また、石油は雑多で複雑な化合物の混合物であり、石油に含まれている物質を合成するには大きな労力を伴う。このことから、石油を燃料として用いることを取り止め、化学製品の材料としての限定的な利用に留めていこうとする動きがある。そのため、石油代替燃料の開発が盛んになりつつある。また、石油以外の物質から石油化学製品を合成する試みがなされている(→C1化学)。

## 石油化学の代表的企業
- BASF
- ダウ・ケミカル
- 中国石油化工集団
- Ineos
- デュポン
- LG化学
- ロッテケミカル
- バイエル
- ソルベイ
- エクソン・モービル
- トタルエナジーズ
- JGサミット・ホールディングス
- アクゾ・ノーベル
- 三菱ケミカルホールディングス
- 住友化学
- 三井化学
- リライアンス・インダストリーズ
- シェル

## 石油化学科があった大学
- 京都大学工学部 （現・工業化学科）
- 大阪大学工学部 （現・応用自然科学科）